# Che ne sai/Come una volta
Che ne sai/Come una volta è un 45 giri di Riccardo Fogli, pubblicato nel 1979 come singolo.
Che ne sai è inserito nell'omonimo album, pubblicato nello stesso anno. Come una volta è di Carla Vistarini e Luigi Lopez.
I brani sono inseriti entrambi nella raccolta Riccardo Fogli 1.